# Recht auf körperliche Unversehrtheit
Das Recht auf körperliche Unversehrtheit ist als Menschenrecht in verschiedenen Verfassungen und internationalen Vertragswerken garantiert.

## Deutschland
Das Recht auf körperliche Unversehrtheit gehört zu den Grundrechten eines Menschen im Geltungsbereich des Grundgesetzes für die Bundesrepublik Deutschland. Es wird zusammen mit dem Recht auf Leben und dem Recht auf Freiheit der Person in Art. 2 Abs. 2 GG garantiert:
Jeder hat das Recht auf Leben und körperliche Unversehrtheit. Die Freiheit der Person ist unverletzlich. In diese Rechte darf nur auf Grund eines Gesetzes eingegriffen werden.
Das Grundrecht schützt sowohl die physische als auch die psychische Gesundheit eines Menschen, nicht jedoch das soziale Wohlbefinden. Folter, Körperstrafen, Menschenversuche, Zwangskastration, Zwangssterilisation und ähnliche Maßnahmen werden durch diese rechtsstaatlichen Garantien verboten. Art. 104 Abs. 1 GG etwa stellt klar, dass Gefangene „weder seelisch noch körperlich misshandelt“ werden dürfen. Kraft Gesetzes kann die körperliche Unversehrtheit jedoch nach (§ 20 Abs. 6 IfSG) eingeschränkt werden, wodurch es auch beispielsweise außerdem ermöglicht wird, potentiellen Straftätern zur Tatsachenfeststellung Blutproben zu entnehmen (§ 81a StPO).
Seinen strafrechtlichen Ausdruck findet das Recht auf körperliche Unversehrtheit in den § 223 bis § 231 StGB. Die dort im 17. Abschnitt enthaltenen Straftaten gegen die körperliche Unversehrtheit umfassen die Körperverletzung mit ihren verschiedenen Qualifikationsdelikten, die Misshandlung von Schutzbefohlenen und die Beteiligung an einer Schlägerei.
Des Weiteren handelt es sich hierbei um ein disponibles Rechtsgut, das heißt, der Inhaber kann normalerweise nach freiem Willen darüber verfügen. Allerdings wird diese freie Verfügbarkeit im deutschen Recht durch § 228 StGB eingeschränkt, wonach eine Körperverletzung auch bei Einwilligung der verletzten Person rechtswidrig ist, wenn sie gegen die guten Sitten verstößt.
Das Bundesverfassungsgericht hatte sich wiederholt mit Eingriffen in das Grundrecht zu beschäftigen, so z. B. hinsichtlich
- der medizinischen Zwangsbehandlung von im Maßregelvollzug Untergebrachten[2]
- von medizinischen Untersuchungsmethoden (Entnahme von Hirn- und Rückenmarksflüssigkeit oder Luftfüllung der Hirnkammer) im Strafverfahren[3]
- der postmortalen Organentnahme[4]
- des Schutzes vor Beeinträchtigungen durch Fluglärm[5]
- des Schutzes vor Beeinträchtigungen durch ein atomares Endlager[6]
- der Zumutbarkeit der Gurtanlegepflicht[7]
- der Kostenübernahme für lebensrettende Medikamente[8]
- des Schutzes vor Beeinträchtigungen im Rahmen der elektromagnetischen Umweltverträglichkeit[5][9]
- des Schutzes vor Gesundheitsgefahren durch Ozon[10]
- des Einsatzes von Wasserwerfern[11]
- des Nichtraucherschutzes durch den Gesetzgeber[12]
- des Schutzes des ungeborenen Lebens (Schwangerschaftsabbruch)[13][14]

Hinsichtlich der religiös motivierten Zirkumzision von Jungen wird die Abwägung zwischen dem Recht auf körperliche Unversehrtheit und der Religionsfreiheit der Eltern teilweise leidenschaftlich diskutiert.
Sofern eine Person sich selbst schädigt, gilt der Grundsatz: „[D]er Staat hat von Verfassungs wegen nicht das Recht, seine erwachsenen und zur freien Willensbestimmung fähigen Bürger zu ‚bessern‘ oder zu hindern, sich selbst gesundheitlich zu schädigen.“ Die Grenzen dieses Rechts des Einzelnen auf Selbstschädigung sind allerdings umstritten. Bei selbstverletzendem Verhalten oder Suizidabsicht besteht die Verpflichtung zur Hilfeleistung (siehe auch akute Selbstgefährdung).

## Österreich
In der österreichischen Bundesverfassung ist das Recht auf körperliche Unversehrtheit nicht ausdrücklich verankert. Allerdings ergibt sich ein entsprechender Schutzbereich u. a.  aus der Europäischen Menschenrechtskonvention von 1958, die seit 1964 Verfassungsrang genießt.

## Schweiz

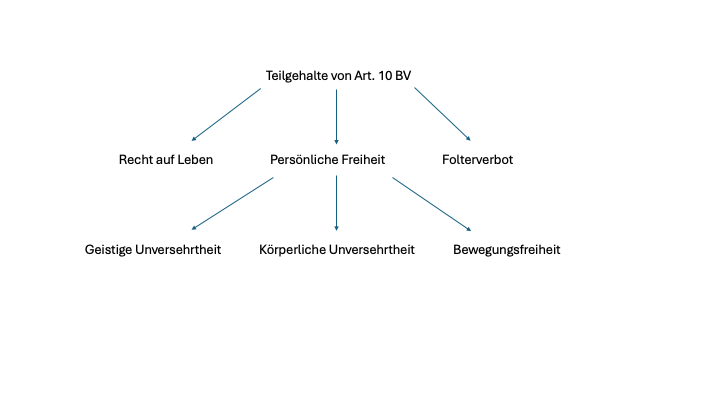
Teilgehalte von Art. 10 BV

In der Schweiz garantiert Art. 10 BV der Bundesverfassung der Schweizerischen Eidgenossenschaft das Recht auf körperliche und geistige Unversehrtheit. Die körperliche Integrität wird durch jeden Eingriff in den menschlichen Körper beschnitten; eine tatsächliche Schädigung ist nicht vorausgesetzt. Die Extraktion von Haaren im Rahmen eines Strafverfahrens, staatlich angeordnete medizinische Eingriffe und Urinproben stellen Grundrechtseinschränkungen dar. Das Grundrecht hat jedoch „nicht die Funktion einer allgemeinen Handlungsfreiheit, und schützt sie nicht vor jeglichem physischen oder psychischen Missbehagen. Der Schutzbereich der persönlichen Freiheit ist daher im Einzelfall angesichts von Art und Intensität der Beeinträchtigung zu bestimmen.“